# Zeche Bonifacius
Die Zeche Bonifacius war ein Steinkohlen-Bergwerk im heutigen Essener Stadtteil Kray.

## Geschichte

### 1851–1899
1851 konsolidierten mehrere Gewerken ihren Grubenfeldbesitz bei den Ortschaften Kray und Rotthausen unter dem Namen Gewerkschaft Ver. Bonifacius. 1857 wird am Bartlingshof mit dem Abteufen des ersten Schachtes begonnen. Dieser wurde mit einem Malakow-Turm ausgestattet und nahm 1861 die Förderung auf. Nachdem das Bergwerk 1866 wegen eines Wassereinbruchs teilweise aus der Förderung genommen werden musste, wurde der Schacht standsicher ausgebaut. Ein Eisenbahnanschluss verbesserte die anfangs schwierige Absatzsituation. 1870 förderten rund 600 Beschäftigte in diesem Steinkohlebergwerk jährlich 188.000 Tonnen Kohle.
1872 wurde die bergrechtliche Gewerkschaft Bonifacius in die Bergwerksgesellschaft Vereinigte Bonifacius (als Aktiengesellschaft) umgewandelt, um mit einer größeren Menge an Kapital weitere Ausbauten vornehmen zu können. 1872 bis 1878 wurde neben Schacht 1 der Schacht 2 niedergebracht. Dieser wurde ebenfalls mit einem Malakowturm ausgestattet und dieser übernahm die Hauptförderung der Zeche. 1887 wurde auf dem Betriebsgelände eine Kokerei in Betrieb genommen. 1897 bis 1899 setzten mehrere Unglücksfälle die Zeche zeitweise außer Betrieb. Zuerst ging Schacht 2 zu Bruch und musste neu abgeteuft werden. Dann brannte der Malakowturm über Schacht 1 ab. Die durch diese Geschehnisse finanziell stark in Mitleidenschaft gezogene Bergwerksgesellschaft Ver. Bonifacius wurde noch 1899 von der Gelsenkirchener Bergwerks-AG aufgekauft, die damit ihren Grubenbesitz abrunden konnte.
Ferner wurde von 1898 bis 1899 etwa einen Kilometer südlich des Hauptschachtgeländes am Volksgarten Kray, Dortmunder Straße, der Wetterschacht Bonifacius 3 niedergebracht, der 1968 wieder verfüllt wurde. Ein 1892 im nördlichen Teil des Grubenfeldes, an der Grenze zu Gelsenkirchen-Rotthausen, Halterner Straße, niedergebrachter Spülschacht (ein Schacht zum Einbringen des Versatzgutes im Spülversatzverfahren) wurde fortan als Schacht 4 bezeichnet; er wurde 1956 verfüllt.

### 1899–1945

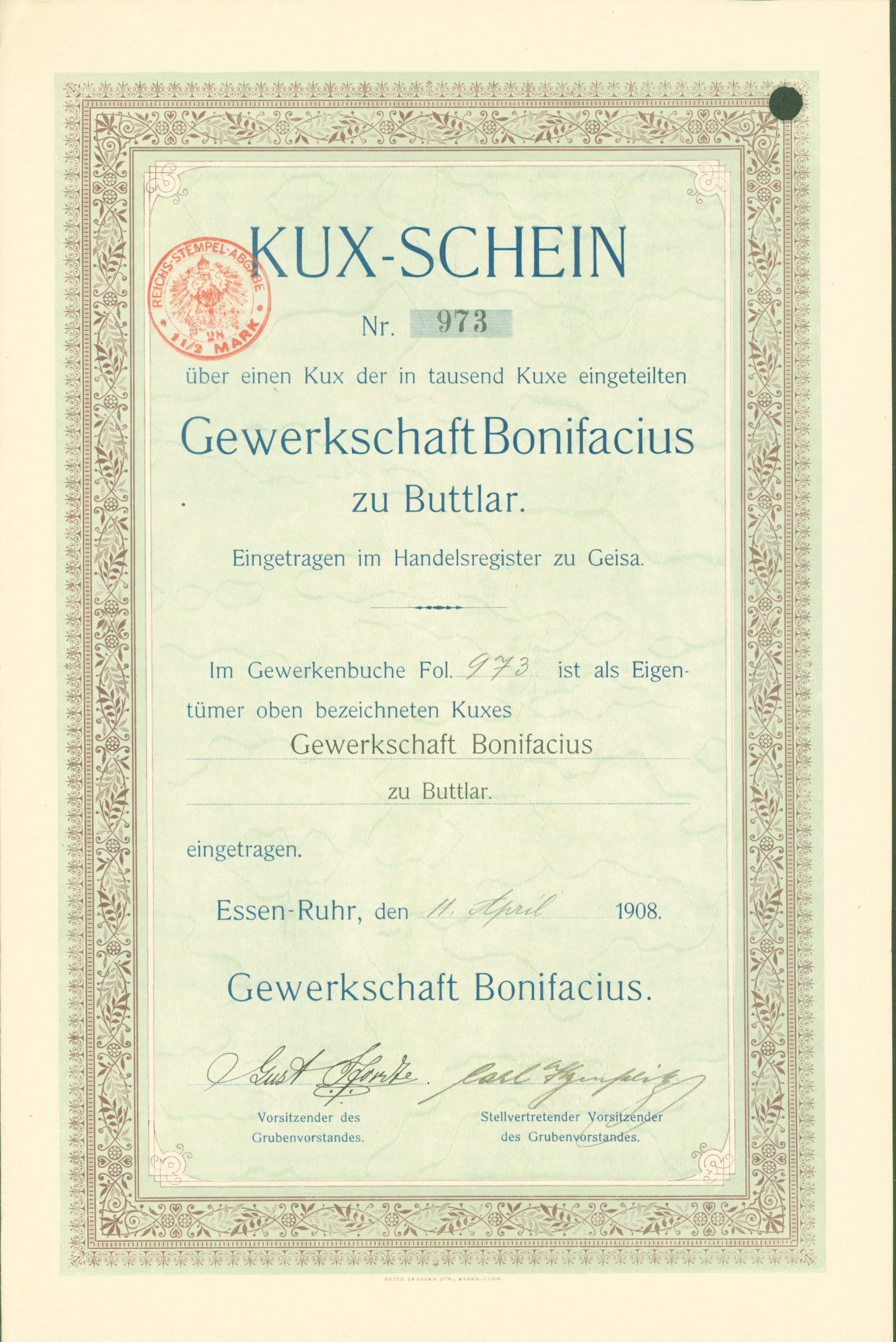
Kux-Schein der Gewerkschaft Bonifacius vom 11. April 1908

Der Wechsel im Besitzstand der Zeche Bonifacius führte zum Wiederaufbau und Ausbau der gesamten Zechengebäude in moderner Form. Schacht 1 erhielt nun ein Fördergerüst und wurde als Hauptförderschacht mit elektrischen Fördermaschinen ausgebaut. 1908 wurde neben der Kokerei noch eine Brikettfabrik für Esskohlen-Briketts auf der Schachtanlage 1/2 eingerichtet. Die alte Kokerei wurde im Anschluss durch einen Neubau mit 240 Koksöfen ersetzt.
Nach dem Ersten Weltkrieg führte die wirtschaftlich angespannte Situation zu Rationalisierungs- und Anpassungsmaßnahmen, die auch die Zeche Bonifacius betrafen. Die Brikettfabrik musste 1925 außer Betrieb genommen werden. Nach Fusion der Gelsenkirchener Bergwerks-AG mit anderen Bergbauunternehmen zur Vereinigte Stahlwerke AG wurde auch die Koks-Strategie geändert. Daher wurde die Kokerei Bonifacius 1931 außer Betrieb genommen. Die anstehende Stilllegung der gesamten Zeche wurde nicht durchgeführt, da das Grubenfeld noch weiterhin wirtschaftlich nutzbare Vorräte aufwies. 1935 erfolgte der stufenweise Ausbau der Hauptschachtanlage 1/2 zur zentralen Förderanlage. Nach Grunderneuerung der Aufbereitungsanlagen erhielt Schacht 2 nun ein zweigeschossiges Vollwandstrebengerüst und wurde mit einer Großraumwagenförderung ausgestattet. Schacht 2 übernahm die Hauptförderung.
Die Förderung stieg auf 1,3 Millionen Tonnen Fett- und Esskohle jährlich bei 2800 Beschäftigten. Damit lag die Zeche auch in der Produktivität des einzelnen Mitarbeiters auf einem Spitzenplatz. Um 1940 übernahm der Essener Architekt Fritz Schupp die Planung und Verantwortung für die Modernisierung und Neubauten der Zeche in Essen-Kray. Er beauftragte den bekannten Fotografen Albert Renger-Patzsch, seine Um- und Neubauten zu fotografieren. Die meisten Aufnahmen machte der Fotograf erst nach 1945. Die Negativplatten und eine Serie seiner Aufnahmen sind erhalten und befinden sich im Albert Renger-Patzsch Archiv der Stiftung Ann und Jürgen Wilde.
1945 musste die Zeche die Förderung zeitweise einstellen, auch wenn die Zerstörungen der Tagesanlagen nicht von großem Umfang waren.

### 1945–1967
Nach der Wiederinbetriebnahme der Zeche wurde von 1947 bis 1952 an der Grenze nach Wattenscheid, Lange Straße, der neue zentrale Wetterschacht Bonifacius 5 abgeteuft. Nach seiner Fertigstellung wurde der Schacht 4 an der Grenze nach Rotthausen 1956 verfüllt. Während der Bauzeit von Schacht 5 erfolgte dessen Materialbeschickung von der Hauptschachtanlage 1/2 aus, und zeitweise über eine eigens dazu im Stadtgebiet offen verlegte Schmalspureisenbahnstrecke von der Rotthauser Straße über den Korthoverweg, die Ottostraße, den Krayer Volkspark bis zur Baustelle Lange Straße, die mit Dampfzügen betrieben wurde.
Die Zeche verfügte an der Hauptschachtanlage 1/2, Rotthauser Straße, über einen Straßenbahn-Gleisanschluss, über den in der Nachkriegszeit von der Bergischen Kleinbahn Kohlentransporte über die Strecke Kray – Steele – Kupferdreh – Nierenhof – Langenberg – Neviges nach Wuppertal durchgeführt wurden. Die Förderung betrug bald wieder eine Million Tonnen jährlich bei 2600 Beschäftigten.
Die Kohlenkrise führte nun dazu, dass die Gelsenkirchener Bergwerks-AG begann, ihren Grubenfeldbesitz nach und nach zusammenzufassen. Für den Raum Kray/Wattenscheid wurde die Zusammenfassung von Kapazitäten beschlossen. 1967 erfolgte der Förderverbund von Zeche Holland und Zeche Bonifacius, wobei die Förderanlage Holland 3/4/6 als alleiniger Förderstandort aufrechterhalten wurde. Der nicht mehr benötigte Schacht 3 wurde abgeworfen.

## Stilllegung und heutiger Zustand

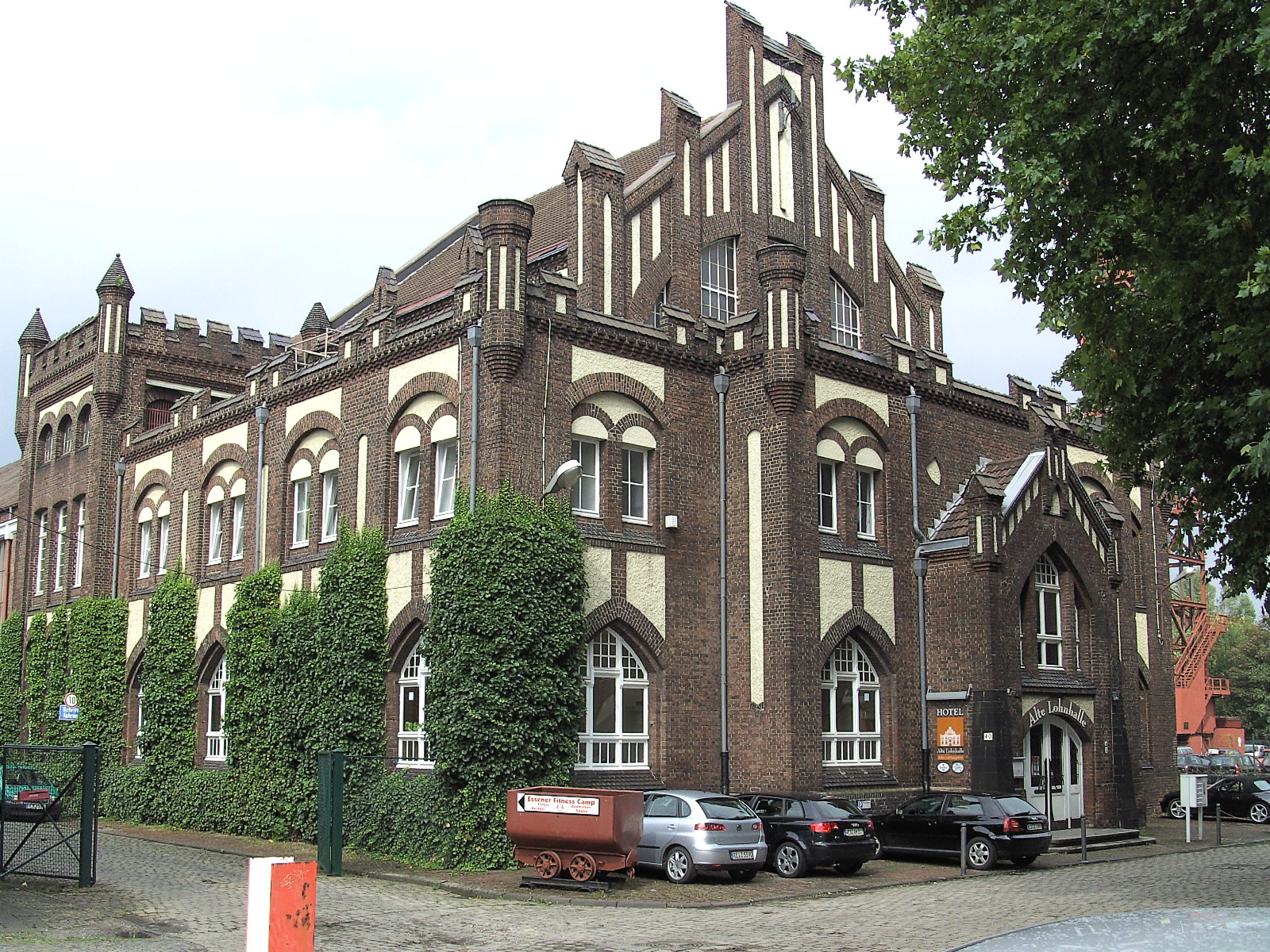
Alte Lohnhalle, Baudenkmal

Bei Anschluss der Zeche Holland an die Zeche Zollverein wurden Schacht 1 und 5 ebenfalls mit übernommen. Der nicht mehr benötigte Schacht 2 mit den Aufbereitungsanlagen wurde abgeworfen und abgebrochen. Anfang der 1980er Jahre erfolgte die endgültige Aufgabe der Grubenfelder Holland und Bonifacius.
Eine Anzahl von Betriebsgebäuden sowie das Fördergerüst über Schacht 1 sind erhalten und werden heute im Rahmen eines Gewerbeparkkonzepts gastronomisch, kulturell und gewerblich genutzt. In der ehemaligen Lohnhalle, die sich durch ihre neogotische Fassadengestaltung und kathedralenartige Innenarchitektur auszeichnet, befindet sich seit September 2004 das Kultur- und Tagungshotel „Alte Lohnhalle“. Auf dem Innenhof des Schachtkomplexes gegenüber der Lohnhalle befindet sich ein Biergarten, dessen Restaurant im freistehenden Haus der ehemaligen Elektrowerkstatt der Zeche untergebracht ist. Die umliegenden Betriebsbauten beherbergen Kultureinrichtungen und Unternehmen, die sich auf dem Zechengelände angesiedelt haben. So hat sich in der ehemaligen Turbinenhalle des Schachts 1997 ein Weinhandel unter der Bezeichnung „Weinzeche“ niedergelassen.